# Acronicta cyparissae
Acronicta cyparissae là một loài bướm đêm trong họ Noctuidae.